# 백미돔속
백미돔속(Lobotes)은 백미돔목에 속하는 조기어류 속의 하나이다. 백미돔과(Lobotidae)의 유일속으로 농어목으로 분류하기도 한다. 백미돔 등 2종으로 이루어져 있다. 최대 몸길이가 110cm까지 자란다.

## 하위 종
- L. pacificus C. H. Gilbert, 1898 - 칼리포르니아만과 페루 사이의 동태평양에 분포.
- 백미돔 (L. surinamensis) (Bloch, 1790) - 거의 전 세계의 온대 및 아열대, 열대 해역의 해안가 근처에 서식.